# Larry Fogle
Larry Fogle (Brooklyn, 19 marzo 1953) è un ex cestista statunitense.

## Carriera
In carriera ha giocato in NBA con i New York Knicks nel 1975, ed ha militato anche nei Rochester Zeniths in Continental Basketball Association, venendo nominato MVP delle finali 1979.

## Palmarès
- NCAA AP All-America Second Team (1974)
- Campione AABA (1978)
- Campione CBA (1979)
- CBA Playoff MVP (1979)
- All-CBA First Team (1981)